# Канталупо Лигуре
Канталупо Лигуре (итал. Cantalupo Ligure) је насеље у Италији у округу Алесандрија, региону Пијемонт.
Према процени из 2011. у насељу је живело 184 становника. Насеље се налази на надморској висини од 381 м.

## Становништво
| 1936. | 1951. | 1961. | 1971. | 1981. | 1991. | 2001. | 2011. |
| ----- | ----- | ----- | ----- | ----- | ----- | ----- | ----- |
| 1.347 | 1.087 | 873   | 688   | 587   | 582   | 555   | 549   |